# ساكن هزم (أبين)

تعديل مصدري - تعديل

ساكن هزم هي إحدى قرى الجمهورية اليمنية. تتبع جغرافيا لمحافظة أبين و إداريًا لمديرية لودر. يبلغ تعداد سكانها 1161 نسمة حسب تعداد اليمن لعام 2004.